# Bleptina disjectalis
Bleptina disjectalis är en fjärilsart som beskrevs av Walker 1865. Bleptina disjectalis ingår i släktet Bleptina och familjen nattflyn. Inga underarter finns listade i Catalogue of Life.